# Ghiyath al-Din Tughlûq
Ghazi Malik († 1325) est sultan de Delhi sous le nom de Ghiyath al-Din Tughlûq du 6 septembre 1320 à sa mort en 1325. Il est le fondateur de la Dynastie des Tughlûq qui règne sur le sultanat de Delhi de 1321 à 1398.
Né de père turc et de mère indienne, c'est un militaire accompli et un administrateur consciencieux. Il est nommé gouverneur des provinces frontières. Après l'assassinat de Mubârak et la prise de pouvoir par son favori d’origine hindou Khusrav Khan en avril 1320, il prend la tête de la révolte des nobles musulmans et entre triomphalement dans Delhi le 6 septembre 1320. Il est couronné sultan le 6 ou le 7 septembre suivant.
Pieux musulman, il rend la cour de Delhi très austère. Il remet de l’ordre dans les finances et l’administration, développe l’agriculture, fait creuser des canaux, mais maintient l’oppression de l’administration musulmane sur le peuple hindou, qu’il laisse à un niveau de prospérité raisonnable par une pression fiscale calculée.
En 1325, il soumet les révoltes du Gujerat et du Bengale puis meurt à son retour d’un « accident » causé par la chute d’un arc de triomphe de bois posé par son fils Jauna. Ce dernier se proclame sultan sous le nom de Muhammad ibn Tughluq. 